# صقور منتصف الليل
فريق صقور منتصف الليل، (بالإنجليزية: Midnight Hawks)‏. هو فريق الأكروبات الفنلندية. يتم تنظيم الفريق من قبل القوات الجوية الفنلندية. الطائرة المستخدمة هي النفاثة المتقدمة باي هوك.

## التاريخ
بدأ تاريخ صقور منتصف الليل قبل الحرب العالمية الثانية، عندما استخدمت أكاديمية سلاح الجو الفنلندي Gloster Gamecocks وطائرات أخرى لعرض الطيران. استمر تقليد تشكيل الطيران بعد الحرب وأصبح علامة تجارية لعروض Air Midnight Sun Airf السنوية للطيران الفنلندي. Midsummer Eve هي عادة الجمعة الثالثة في شهر يونيو. كان العرض في الأصل مجرد حفل منتصف الصيف في جناح التدريب الجوي للعائلات والأقارب وأهل قرية كاوهافا حيث تقع الأكاديمية. على مر السنين نما هذا الحدث ليصبح معرض ومهرجان منتصف الليل الشمس مع العديد من المشاركين الأجانب وأكثر من 20,000 متفرج. بسبب شمس منتصف الليل، يبدأ العرض الجوي في حوالي الساعة 7 مساءً. ويستمر حتى منتصف الليل عندما يتم عرض آخر شاشة.
تدريب المدربين الجويين الفنلنديين دأب مدربو طيران الجناح الجوي على القيام بتشكيل الطيران في معرض الشمس في منتصف الليل. وكانت الطائرة التي تشكلت جزءا من برنامج التدريب العادي ولم تستخدم أي أسماء أو طائرات خاصة للفريق. كان هناك العديد من الأسماء المستعارة للفرق، وغالباً ما كانت تستند إلى اسم قائد الفريق، ولكن لم يتم استخدام اسم فريق رسمي حتى عام 1997. وقد أظهر مدربون الرحلة مهاراتهم وطائراتهم للمشاهدين.

## الطائرات
يقوم صقور منتصف الليل بأداء التشكيلات الكلاسيكية. أثناء العرض، يعرض الفريق أمام خط الحشد طوال الوقت. العلامة التجارية للفريق هي تشكيل الماس ضيق للغاية.
أهم عرض للفريق لا يزال هو معرض الشمس في منتصف الليل في مطار Kauhava ، موطن الجناح الجوي للتدريب الجوي للقوات الجوية الفنلندية وصقور منتصف الليل. لطالما كان لدى صقور منتصف الليل وأسلافهم فتحة عرض تقترب من منتصف الليل، وبالتالي يمكن للفريق أن يقول إنه قد قدم عروض تكوين طائرة أكثر ليلاً من أي فريق أو مجموعة أخرى في العالم. هم أيضا فريق العرض الوحيد في العالم الذي تدرب على تشكيل الطيران ليلا.
يمكن أن تكون ظروف الطقس الفنلندية صعبة للغاية، لذلك يكرس الفريق الكثير من الممارسة والإعداد للمعروضات المنخفضة المستوى التي غالباً ما يُطلب منهم القيام بها.
تستخدم صقور منتصف الليل طائرات القوات الجوية الفنلندية القياسية من طراز Hawk MK 51 و MK 51A للأسراب المقاتلة. وهي ليست طائرات فريق عرض مخصصة، ولكنها منتقاة داخل مجموعة سرب الطائرات التشغيلية. خلال الأسبوع تقوم طائرات الفريق بتسيير رحلات تدريبية قتالية وفقاً لمناهج التدريب. تم طلاء الطائرة في تمويه سلاح الجو الفنلندي القياسي.